# العلاقات الفلسطينية اليونانية
العلاقات الفلسطينية اليونانية هي العلاقات الثنائية والتاريخية التي تربط بين دولة فلسطين واليونان. تمتلك دولة فلسطين سفارة لها في العاصمة أثينا، بينما تمتلك اليونان قنصلية عامة لها في مدينة القدس.

## التاريخ
تأسست القنصلية اليونانية العامة في عام 1862 في مدينة القدس. ويقع مقر القنصلية في حي الطالبية بحي القطمون بمدينة القدس في منزل بُني عام 1930 ويعود إلى رجل أعمال يُدعى قسطنطين سلامة، استولت عليه العصابات الصهيونية عام 1948. ولها مكتب في البلدة القديمة بالقدس.
أنشئ في عام 1980 مكتب ارتباط إعلامي لمنظمة التحرير الفلسطينية دون أي صفة دبلوماسية. وفي 18 أكتوبر 1981 تحول إلى بعثة دبلوماسية بعد زيارة رئيس منظمة التحرير الفلسطينية ياسر عرفات إلى اليونان.
في 1991 حُول مكتب منظمة التحرير الفلسطينية إلى ممثلية فلسطينية لا تتمتع بامتيازات بقية البعثات الدبلوماسية، وفي عام 2010 مُنحت وضع مُمثلية بمكانة سفارة.
في ديسمبر 2015، صوت البرلمان اليوناني بالإجماع على توصية إلى الحكومة اليونانية للاعتراف بدولة فلسطين على حدود الرابع من حزيران عام 1967 وعاصمتها القدس الشرقية.
قدم القنصل اليوناني إيفانجيلوس فليراس أوراق اعتماده إلى وزير الخارجية الفلسطينية في 7 أكتوبر 2020.
في 14 يوليو 2023، سلّم يوسف درخم (Q117794994) أوراق اعتماده سفيرًا مفوضًا فوق العادة لدولة فلسطين لدى اليونان إلى رئيسة الجمهورية إيكاتيريني ساكيلاروبولو.